# Formatie van Kattendijk
De Formatie van Kattendijk of Kattendijk Formatie (afkorting: Kd, ook wel Zanden van Kattendijk genoemd) is een mariene geologische formatie in de ondergrond van het noorden van België. De formatie is genoemd naar de inmiddels verdwenen Kattendijk in de Antwerpse Haven.

## Voorkomen
De Formatie van Kattendijk dagzoomt in het Waasland, in het zuiden van de haven van Antwerpen en in het westen van de Kempen. Meer naar het noorden komt de formatie niet meer aan het oppervlak maar wel nog in de ondergrond voor, zoals o.m. bleek bij de aanleg van de Tijsmanstunnel en de Beverentunnel in de Antwerpse Haven, toen de formatie werd aangetroffen rond 20m onder het maaiveld.

## Kenmerken
De Formatie van Kattendijk bestaat uit een tussen de 7 en 13 meter dikke laag fijn glauconiethoudend grijsgroen zand, met af en toe kleiige lagen. In het Waasland komt aan de basis van de formatie een grindlaag van herwerkte fossielen, zandstenen en zelfs septaria uit de Formatie van Boom voor. Kenmerkend voor de Kattendijk Formatie zijn de geslachten Astarte, Glycymeris, Pecten en Glossus. Daarnaast komen ook beenderen, haaientanden en andere schelpen voor. Soms worden ook concreties van fosfaten aangetroffen. 
De formatie werd gevormd in het Vroeg-Plioceen (het Zanclien, rond 5 miljoen jaar geleden) aan de zuidrand van een ondiepe Noordzee, in een gebied dat initieel gedomineerd werd door getijstromen. Dit resulteerde zeker in het Waasland in de vorming van meters diepe geulen die nadien werden opgevuld met een basisgrind. Hierna steeg de zeespiegel gestaag waardoor de typische fijne zanden van de Formatie van Kattendijk konden worden afgezet. 

## Stratigrafie
De Formatie van Kattendijk ligt ten oosten van de stad Antwerpen boven op de Formatie van Diest (Laat-Mioceen). In het havengebied en in het Waasland ontbreekt de Formatie van Diest en daar ligt de Formatie van Kattendijk op de Formaties van Berchem (Vroeg-Mioceen; havengebied) of Boom (Vroeg-Oligoceen; Waasland). Boven op de Formatie van Kattendijk ligt de Laat-Pliocene Formatie van Lillo. Het stratotype van de formatie is een ontsluiting bij het Verbindingsdok in de Antwerpse haven.
Op basis van geometrische overwegingen werd de Formatie van Kattendijk klassiek beschouwd als het westwaartse equivalent van de Formatie van Kasterlee. Ondertussen blijkt die aanname echter foutief: biostratigrafische analyses plaatsen de Formatie van Kasterlee tegenwoordig in het Laat-Mioceen, ouder dus dan de Formatie van Kattendijk. 
In Nederland worden de sedimenten uit de Formaties van Kattendijk en Lillo verzameld in de Formatie van Oosterhout.